# 南田町 (三島市)
南田町（みなみたまち）は、静岡県三島市の町名。丁番を持たない単独町名である。

## 地理
三島市の西部に位置する。。町域北辺と東辺は迂回して流れる御殿川に接している。北で中田町、東で東本町、南で富田町、西で南町・南本町と接する。また、交差点上の一点で南西に玉川と接している。旧市内地区に属する。住宅地域であるが、南端に工場が存在する。

### 河川
- 御殿川

## 歴史
1899年（明治22年）、東海道三島宿21町のひとつである君沢郡田町が三島町に吸収され、三島町の一部（大字なし）となった。1941年（昭和16年）三島市の市制施行に伴い三島市の大字なし地域の一部となった。1970年（昭和45年）、三島市大字なしの地域の一部から住居表示実施に伴い南田町が成立した。

## 世帯数と人口
2018年（平成30年）11月30日現在の世帯数と人口は以下の通りである。
| 町丁   | 世帯数  | 人口  |
| ------ | ------- | ----- |
| 南田町 | 350世帯 | 673人 |

## 小・中学校の学区
市立小・中学校に通う場合、学区は以下の通りとなる。
| 番・番地等 | 小学校           | 中学校           |
| ---------- | ---------------- | ---------------- |
| 全域       | 三島市立南小学校 | 三島市立南中学校 |

## 施設
- 三島郵便局
- 三島市消防本部
- 南田町会館
- 静岡県自動車排出ガス三島測定局

## 交通

### 鉄道
当地内に鉄道は通っていないが、伊豆箱根鉄道三島田町駅または三島二日町駅が最寄り駅になる。

### バス
- 東海バス

### 道路
- 国道1号
- 静岡県道51号三島停車場線

## その他

### 日本郵便
- 郵便番号 : 411-0837[2]（集配局：三島郵便局[8]）。